# HMAS AE2
HMAS AE2 — дизель-электрическая подводная лодка типа E австралийских ВМС. Вместе с однотипной HMAS AE1 вошла в число первых подводных лодок ВМС Австралии. Зачислена в списки флота в Портсмуте 28 февраля 1914 года. 30 апреля 1915 года повреждённая субмарина затоплена экипажем в Мраморном море ввиду угрозы захвата турецкими войсками.

## История строительства
Заложена 14 февраля 1912 года на английской верфи Vickers Armstrong в Барроу-ин-Фёрнессе. Спущена на воду 18 июня 1913 года, включена в состав Королевского австралийского флота 28 февраля 1914 года вместе с однотипной AE1. Командиром лодки назначен лейтенант-коммандер Королевского флота Великобритании Генри Стокер (англ. Henry H. G. D. Stoker). Вскоре обе лодки вышли из Англии в Сидней. Обеими лодками командовали офицеры Королевского флота Великобритании, а экипажи были набраны как из британских, так и австралийских моряков. Субмарины прибыли в Сидней 24 мая 1914 года, завершив самый длительный на то время переход подводных лодок.

## История службы

### Начало Первой мировой войны
После начала Первой мировой войны обе лодки вошли в состав Австралийских военно-морских экспедиционных сил, направленных для захвата Германской Новой Гвинеи. Во время захвата Новой Гвинеи однотипная AE1 бесследно исчезла. После капитуляции германских колоний AE2 совместно с линейным крейсером Australia патрулировала район вблизи Фиджи, после чего встала на ремонт в Сиднее.
AE2 осталась единственной субмариной в регионе и её командир Генри Стокер предложил перебазировать лодку в европейские воды. Предложение было одобрено австралийским флотом и Британским Адмиралтейством. 31 декабря 1914 года AE2 покинула Албани в составе австралийского конвоя (англ.  AIF Convoy 2), идя на буксире войскового транспорта Berrima. Среди шестнадцати судов конвоя субмарина была единственным полноценным боевым кораблём. Адмиралтейство считало, что после боя у Кокосовых островов судоходство в Индийском океане защищать не от кого. 28 января 1915 года AE2 прибыла в Порт-Саид и была зачислена в состав британской 2-й флотилии подводных лодок. На новом театре в задачи лодки входила патрульная служба в районе проведения Дарданелльской операции.